# CONCACAF Gold Cup 2011
Der CONCACAF Gold Cup 2011 war die 21. Ausspielung der Kontinentalmeisterschaft im Fußball für Nord-, Mittelamerika und der Karibik und 11. unter der Bezeichnung "Gold Cup" und fand vom 5. bis zum 25. Juni in den USA statt.
Am Turnier nahmen 12 Nationalmannschaften teil, die zunächst in Gruppen und danach im K.-o.-System gegeneinander antraten. Seit 1991 sind die Vereinigten Staaten alleiniger, bzw. in Kooperation (1993 und 2003 mit Mexiko), Gastgeber des Turniers. Das 2011er Finale wurde im Rose Bowl Stadium in Pasadena, Kalifornien ausgetragen.
Turniersieger Mexiko qualifizierte sich für den FIFA-Konföderationen-Pokal 2013 in Brasilien.

## Qualifikation
Die Qualifikation für den Gold Cup wurde von den drei Regionalverbänden der CONCACAF organisiert:

### Nordamerika (NAFU-Zone)
Alle drei Nordamerika-Verbände (Kanada, USA, Mexiko) sind für den CONCACAF Gold Cup gesetzt und brauchten keine Qualifikationsspiele zu bestreiten.

### Zentralamerika (UNCAF-Zone)
Alle sieben Verbände der UNCAF nahmen am Central American Cup 2011 teil, der im Januar in Panama stattfand. Die ersten fünf Teams sind für den CONCACAF-Gold Cup qualifiziert.

### Karibik (CFU-Zone)
24 der 30 Verbände der CFU nahmen an der Karibik-Meisterschaft 2010 teil. Von August 2010 an spielten 21 Verbände eine Qualifikation; Jamaika als Titelverteidiger und Martinique als Gastgeber der Endrunde, die vom 19. bis 28. November 2010 mit 8 Teams stattfand, waren gesetzt. Die ersten vier Mannschaften des Caribbean Cups haben sich für den CONCACAF-Gold Cup qualifiziert.

## Spielorte
Insgesamt fand das Turnier in 13 Austragungsorten statt. Jeder Spieltag, innerhalb einer Gruppe, fand in jeweils einem Stadion statt. Die Viertelfinalbegegnungen wurden in zwei Stadien veranstaltet, das Halbfinale wurde in einem Stadion bestritten. Der Rose Bowl in Pasadena war der Spielort des Finales.
Von den 13 Stadien sind nur drei als reine Fußballstadien anzusehen. Dieses sind die Red Bull Arena, der Livestrong Sporting Park und das Home Depot Center. Alle anderen werden meistens für Spiele der NFL genutzt.
Am 16. Dezember 2010 wurden folgende 13 Austragungsorte vorgestellt:
| Ort                 | Stadion                  | Kapazität | Spiele                |
| ------------------- | ------------------------ | --------- | --------------------- |
| Arlington, TX       | Cowboys Stadium          | 80.000    | je 2 Gruppenspiele    |
| Carson, CA          | Home Depot Center        | 27.000    | je 2 Gruppenspiele    |
| Detroit, MI         | Ford Field               | 65.000    | je 2 Gruppenspiele    |
| Charlotte, NC       | Bank of America Stadium  | 73.500    | je 2 Gruppenspiele    |
| Miami, FL           | FIU Stadium              | 23.500    | je 2 Gruppenspiele    |
| Tampa, FL           | Raymond James Stadium    | 68.800    | je 2 Gruppenspiele    |
| Chicago, IL         | Soldier Field            | 61.500    | je 2 Gruppenspiele    |
| Harrison, NJ        | Red Bull Arena           | 25.200    | je 2 Gruppenspiele    |
| Kansas City, KS     | Livestrong Sporting Park | 18.500    | je 2 Gruppenspiele    |
| East Rutherford, NJ | New Meadowlands Stadium  | 82.500    | 2 Viertelfinalspiele  |
| Washington, D.C.    | RFK Memorial Stadium     | 45.600    | 2 Viertelfinalspiele  |
| Houston, TX         | Reliant Stadium          | 71.500    | beide Halbfinalspiele |
| Pasadena, CA        | Rose Bowl Stadium        | 91.000    | Finale                |

## Teilnehmer
→ Siehe Hauptartikel: CONCACAF Gold Cup 2011/Kader
| Gruppe A    | Gruppe B  | Gruppe C   |
| ----------- | --------- | ---------- |
| Costa Rica  | Grenada   | Guadeloupe |
| El Salvador | Guatemala | Kanada     |
| Kuba        | Jamaika   | Panama     |
| Mexiko      | Honduras  | USA        |

Positiver Drogentest bei Mexiko
Am 9. Juni 2011 wurde bekannt gegeben, dass fünf mexikanische Spieler positiv auf Clenbuterol getestet wurden. Dieses Ergebnis bezieht sich auf einen Test der am 21. Mai 2011 während des mexikanischen Trainingscamp vor dem Gold Cup vorgenommen wurde. Zinha, Christian Bermúdez, Édgar Dueñas, Francisco Rodríguez und Guillermo Ochoa wurden daraufhin vom mexikanischen Fußballverband suspendiert. Der Generalsekretär der CONCACAF, Chuck Blazer, berief umgehend eine Versammlung der Mitgliedsverbände ein, um die Sachlage zu erörtern. Der Sprecher der CONCACAF, Ben Spencer, erklärte, dass das Spiel gegen El Salvador in der Wertung bleibt. Allerdings wurde die Sitzung vertagt, um weitere Informationen sammeln zu können. Der mexikanische Fußballverband gab am 14. Juni 2011 bekannt, dass der zweite Test, die sogenannte B-Probe, negativ ausgefallen ist. Am 19. Juni bekam Mexiko die Erlaubnis die suspendierten Spieler ersetzen zu dürfen. Nachdem Lebensmittelverunreinigung als Ursache festgestellt wurde, beschloss der mexikanische Fußballverband mit Unterstützung der FIFA, die positiv getesteten Spieler nicht zu bestrafen.

## Modus
Bei der Endrunde bilden die 12 Teilnehmer drei Vorrundengruppen mit je vier Mannschaften, von denen sich jeweils die ersten beiden für das Viertelfinale qualifizieren. Zusätzlich dazu qualifizieren sich noch die zwei besten Drittplatzierten. In der Gruppenphase spielt jede Mannschaft gegen jede andere Mannschaft ihrer Gruppe nach dem Meisterschaftsmodus, wobei für einen Sieg drei Punkte und für ein Unentschieden ein Punkt vergeben wird.

## Vorrunde
(Quelle:)

### Gruppe A
| Pl. | Land        | Sp. | S | U | N | Tore    | Diff. | Punkte |
| --- | ----------- | --- | - | - | - | ------- | ----- | ------ |
| 1.  | Mexiko      | 3   | 3 | 0 | 0 | 014:100 | +13   | 09     |
| 2.  | Costa Rica  | 3   | 1 | 1 | 1 | 007:500 | +2    | 04     |
| 3.  | El Salvador | 3   | 1 | 1 | 1 | 007:700 | ±0    | 04     |
| 4.  | Kuba        | 3   | 0 | 0 | 3 | 001:160 | −15   | 0      |

|                      |   |             |           |
| 5. Juni in Arlington |   |             |           |
| Costa Rica           | – | Kuba        | 5:0 (2:0) |
| Mexiko               | – | El Salvador | 5:0 (0:0) |
| 9. Juni in Charlotte |   |             |           |
| Costa Rica           | – | El Salvador | 1:1 (0:1) |
| Kuba                 | – | Mexiko      | 0:5 (0:1) |
| 12. Juni in Chicago  |   |             |           |
| El Salvador          | – | Kuba        | 6:1 (2:0) |
| Mexiko               | – | Costa Rica  | 4:1 (4:0) |

### Gruppe B
| Pl. | Land      | Sp. | S | U | N | Tore    | Diff. | Punkte |
| --- | --------- | --- | - | - | - | ------- | ----- | ------ |
| 1.  | Jamaika   | 3   | 3 | 0 | 0 | 007:000 | +7    | 09     |
| 2.  | Honduras  | 3   | 1 | 1 | 1 | 007:200 | +5    | 04     |
| 3.  | Guatemala | 3   | 1 | 1 | 1 | 004:200 | +2    | 04     |
| 4.  | Grenada   | 3   | 0 | 0 | 3 | 001:150 | −14   | 0      |

|                      |   |           |           |
| 6. Juni in Carson    |   |           |           |
| Jamaika              | – | Grenada   | 4:0 (2:0) |
| Honduras             | – | Guatemala | 0:0       |
| 10. Juni in Miami    |   |           |           |
| Jamaika              | – | Guatemala | 2:0 (0:0) |
| Grenada              | – | Honduras  | 1:7 (1:3) |
| 13. Juni in Harrison |   |           |           |
| Guatemala            | – | Grenada   | 4:0 (2:0) |
| Honduras             | – | Jamaika   | 0:1 (0:1) |

### Gruppe C
| Pl. | Land       | Sp. | S | U | N | Tore    | Diff. | Punkte |
| --- | ---------- | --- | - | - | - | ------- | ----- | ------ |
| 1.  | Panama     | 3   | 2 | 1 | 0 | 006:400 | +2    | 07     |
| 2.  | USA        | 3   | 2 | 0 | 1 | 004:200 | +2    | 06     |
| 3.  | Kanada     | 3   | 1 | 1 | 1 | 002:300 | −1    | 04     |
| 4.  | Guadeloupe | 3   | 0 | 0 | 3 | 002:500 | −3    | 0      |

|                         |   |            |           |
| 7. Juni in Detroit      |   |            |           |
| Panama                  | – | Guadeloupe | 3:2 (2:0) |
| USA                     | – | Kanada     | 2:0 (1:0) |
| 11. Juni in Tampa       |   |            |           |
| Guadeloupe              | – | Kanada     | 0:1 (0:0) |
| USA                     | – | Panama     | 1:2 (0:2) |
| 14. Juni in Kansas City |   |            |           |
| Kanada                  | – | Panama     | 1:1 (0:0) |
| Guadeloupe              | – | USA        | 0:1 (0:1) |

### Tabelle der besten Drittplatzierten
Die zwei besten drittplatzierten Mannschaften qualifizieren sich für das Viertelfinale.
| Pl. | Land        | Sp. | S | U | N | Tore    | Diff. | Punkte |
| --- | ----------- | --- | - | - | - | ------- | ----- | ------ |
| 1.  | Guatemala   | 3   | 1 | 1 | 1 | 004:200 | +2    | 04     |
| 2.  | El Salvador | 3   | 1 | 1 | 1 | 007:700 | ±0    | 04     |
| 3.  | Kanada      | 3   | 1 | 1 | 1 | 002:300 | −1    | 04     |

## Finalrunde
|  | Viertelfinale              | Viertelfinale              |  |  | Halbfinale          | Halbfinale          |   |  | Finale | Finale |
|  |                            |                            |  |  |                     |                     |   |  |        |        |
|  | 18. Juni – East Rutherford |                            |  |  |                     |                     |   |  |        |        |
|  | Costa Rica                 | 1 (2)                      |  |  | 22. Juni – Houston  | 22. Juni – Houston  |   |  |        |        |
|  | Honduras                   | E1 (4)E                    |  |  | Honduras            | 0                   |   |  |        |        |
|  | 18. Juni – East Rutherford | 18. Juni – East Rutherford |  |  | Mexiko              | V2V                 |   |  |        |        |
|  | Mexiko                     | 2                          |  |  | 25. Juni – Pasadena | 25. Juni – Pasadena |   |  |        |        |
|  | Guatemala                  | 1                          |  |  | Mexiko              | 4                   |   |  |        |        |
|  | 19. Juni – Washington D.C. | 19. Juni – Washington D.C. |  |  |                     | USA                 | 2 |  |        |        |
|  | Jamaika                    | 0                          |  |  | 22. Juni – Houston  | 22. Juni – Houston  |   |  |        |        |
|  | USA                        | 2                          |  |  | USA                 | 1                   |   |  |        |        |
|  | 19. Juni – Washington D.C. | 19. Juni – Washington D.C. |  |  | Panama              | 0                   |   |  |        |        |
|  | Panama                     | E1 (5)E                    |  |  |                     |                     |   |  |        |        |
|  | El Salvador                | 1 (3)                      |  |  |                     |                     |   |  |        |        |

V Sieg nach Verlängerung

E Sieg im Elfmeterschießen

### Viertelfinale
|                              |   |                    |                            |
| 18. Juni in East Rutherford  |   |                    |                            |
| Costa Rica                   | – | Honduras           | 1:1 n. V. (0:0), 2:4 i. E. |
| Mexiko                       | – | Guatemala          | 2:1 (0:1)                  |
| 19. Juni in Washington, D.C. |   |                    |                            |
| Jamaika                      | – | Vereinigte Staaten | 0:2 (0:1)                  |
| Panama                       | – | El Salvador        | 1:1 n. V. (0:0), 5:3 i. E. |

### Halbfinale
|                     |   |        |           |
| 22. Juni in Houston |   |        |           |
| Vereinigte Staaten  | – | Panama | 1:0 (0:0) |
| Honduras            | – | Mexiko | 0:2 n. V. |

### Finale
|                      |   |        |           |
| 25. Juni in Pasadena |   |        |           |
| Vereinigte Staaten   | – | Mexiko | 2:4 (2:2) |

## Schiedsrichter
- Trevor Taylor
- Jeffrey Solís
- Wálter Quesada
- Joel Aguilar
- Marlon Mejía
- Walter López
- Courtney Campbell
- David Gantar
- Francisco Chacón
- Marco Rodríguez
- Roberto Moreno
- Enrico Wijngaarde
- Neal Brizan
- Baldomero Toledo
- Jair Marrufo

## Beste Torschützen
| Rang | Spieler            | Tore |
| ---- | ------------------ | ---- |
| 1    | Chicharito         | 7    |
| 2    | Aldo de Nigris     | 4    |
|      | Rodolfo Zelaya     | 4    |
| 4    | Jerry Bengtson     | 3    |
|      | Carlo Costly       | 3    |
|      | Clint Dempsey      | 3    |
|      | Demar Phillips     | 3    |
|      | Luis Tejada        | 3    |
|      | Marco Ureña        | 3    |
|      | Giovani dos Santos | 3    |
|      | Andrés Guardado    | 3    |
|      | Pablo Barrera      | 3    |

## Auszeichnungen
- Goldener Schuh:  Chicharito
- Bester Spieler:  Chicharito
- Bester Torhüter:  Noel Valladares
- Fair-Play-Auszeichnung:  Mexiko

## Sponsoren
Die Hauptsponsoren des Turniers waren The Home Depot, Miller Brewing Company, Nike, William Wrigley Jr. Company, State Farm und die Sprint Nextel Corporation.

## Medien
In den USA wurde das Turnier vom Fox Soccer Channel und Univision übertragen. Weitere Sender waren Telefutura und Galavision. Univision, Telefutura und Galavision übertrugen alle Spiele in spanischer Sprache. Der Fox Soccer Channel übertrug alle Spiele der USA und die Begegnungen der Finalrunde.
In Europa konnten die Spiele auf Eurosport gesehen werden, sowie per Internet auf bet365.co.uk.